# California Agriculture
California Agriculture is een internationaal, aan collegiale toetsing onderworpen open access wetenschappelijk tijdschrift op het gebied van de landbouwkunde.
De naam wordt in literatuurverwijzingen meestal afgekort tot Calif. Agr.
Het wordt uitgegeven door de University of California en verschijnt 4 keer per jaar.
Het eerste nummer verscheen in 2000.